# João Pessoa Cavalcanti de Albuquerque
João Pessoa Cavalcanti de Albuquerque   (Umbuzeiro, 24 de gener de 1878 - Recife, 26 de juliol de 1930) va ser un advocat i polític brasiler. Va ser auditor general de la Marina, jutge de la Junta de Justícia Militar, jutge de Superior Tribunal Militar i president de l'estat de Paraíba (1928-1930). Va ser candidat en les eleccions de març de 1930 a la Vicepresidència del Brasil en la candidatura de Getúlio Vargas, on van ser derrotats per Júlio Prestes.
Tot i que l'assassinat de Pessoa no va ser deguda a motius polítics -sinó passionals- acabaria sent utilitzada pels varguistes, que van esclatar en protestes polítiques contra Prestes, al que acusaven de frau electoral. Aquesta situació política, sumada a la crisi financera resultant de la depressió econòmica mundial iniciada un any abans, van ser els desencadenants de la Revolució de 1930. Les conseqüències de la revolta van ser la deposició del president sortint, Washington Luís, la revocació del resultat electoral i l'arribada al poder de Vargas, qui s'hi estaria 15 anys.

## Biografia

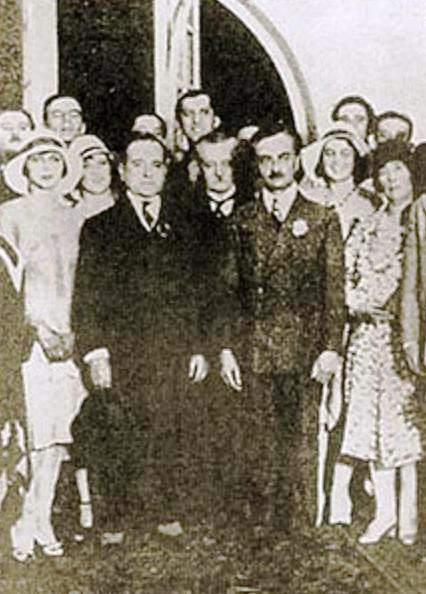
En primer pla, Getúlio Vargas (esq.) i João Pessoa, poc abans de la Revolució de 1930

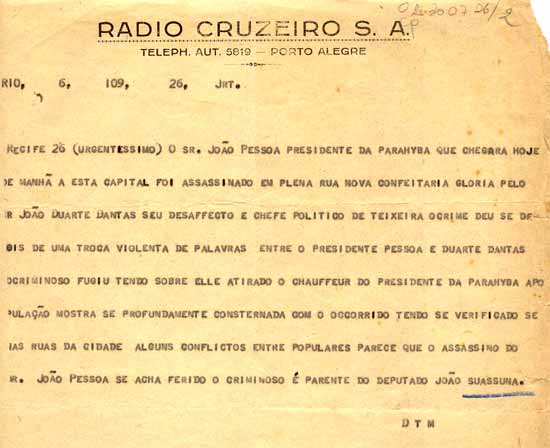
Telegrama de Rádio Cruzeiro informant de l'assassinat de João Pessoa

### Inicis
Era fill de Cândido Clementino Cavalcanti de Albuquerque i Maria de Lucena Pessoa (germana del que fora president de la República, Epitácio Pessoa), va cursar els primers estudis a Umbuzeiro. El 1889 va passar a viure a Guarabira amb la seva tieta paterna, Feliciana, qui estava casada amb el capità Emílio Barreto. A causa de les diferents destinacions de Barreto, Pessoa viuria a Rio de Janeiro i Bahia, abans de tornar a Paraíba el 1894. Allà continua els seus estudis i s'incorpora al 27è batalló d'infanteria. L'any 1904 va concloure els seus estudis a la Facultat de Dret de Recife, la capital pernambucana.
El 1905 es casa amb Maria Luísa de Sousa Leão Gonçalves, filla del senador, ex-governador i jutge Sigismundo Antônio Gonçalves. João Pessoa seria jutge civil del Superior Tribunal Militar, fins que va llicenciar-se per ser candidat a president de l'estat de la Paraíba pel Partit Republicà Conservador. Va ser investit el 22 d'octubre de 1928.
El seu germà José va fer carrera a l'exèrcit, arribant al rang de mariscal. Va participar de la Primera Guerra Mundial, a França. Pel seu paper durant el conflicte i pels acords militars que va propiciar amb els francesos, va ser nomenat patró de la força blindada brasilera.

### Presidència de Paraíba
Durant el seu govern va promoure una reforma en l'estructura político-administrativa de l'estat i, per enfrontar les dificultats financeres, va instituir la tributació sobre el comerç realitzat entre l'interior de Paraíba i el port de Recife, que fins llavors havia estat lliure de taxes. Aquesta mesura va contribuir al sanejament financer de l'estat, però va generar un gran enuig entre els productors de l'interior, com el coronel José Pereira Lima, cap del municipi de Princesa, o de João Dantas, un polític aliat del primer. El seu llegat històric desperta certa polèmica. Els defensors de João Pessoa al·leguen que ell va ser un combatent de les oligarquies locals i es contraposava als interessos de les elits tradicionals, tot i que ell mateix provenia d'una d'aquestes famílies.
Pessoa va negar el seu suport a la candidatura a la presidència de la República del paulista Júlio Prestes, continuista de la política del cafè amb llet que havia dominat la política del Brasil les tres darreres dècades. Més tard va compondre amb el gaúcho Getúlio Vargas la candidatura d'oposició, que s'enfrontaria a Prestes l'1 de març de 1930.

### Assassinat
La picabaralla entre Dantas i Pessoa va agreujar-se quan la policia, complint ordres del president provincial, van irrompre en el despatx de Dantas cercant armes i documents incriminatoris. Dies després, diaris afins a Pessoa van publicar unes cartes trobades durant l'escorcoll, fent pública la relació amorosa que tenia amb la professora i poeta Anaíde Beiriz. Dantas va marxar a Olinda, per allunyar-se de l'escàndol. Emperò, va aprofitar una visita de Pessoa a la veïna Recife per anar a cercar-lo. El 26 de juliol, quan el president paraibano es trobava a l'interior de la pastisseria Glória, va tirotejar-lo 3 cops per l'esquena, causant-li la mort.

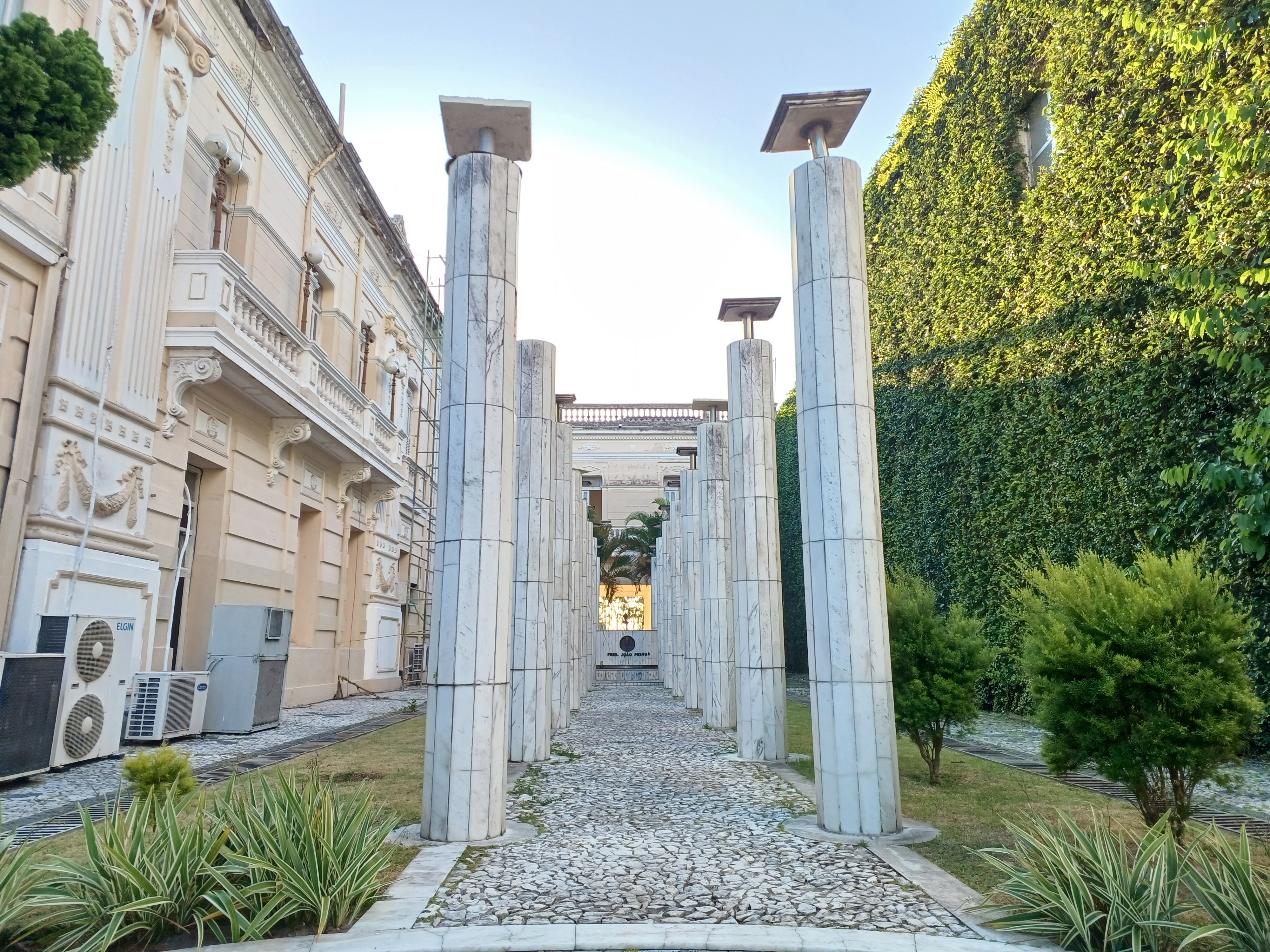
Mausoleu de João Pessoa, on descansen les seves restes mortals des de 1997

El cos de João Pessoa va ser embalsamat a Recife i transportat a la capital paraibana en tren, on va arribar el migdia del 28 de juliol. La capella ardent es va instal·lar a la catedral, romanent-hi fins al dia 1 d'agost, quan va ser transportat al port de Cabedelo. El vaixell va fer escales a Salvador i Vitória, on va rebre l'homenatge dels varguistes, fins a arribar a Rio de Janeiro, on seria sepultat.

## Homenatges
Fins al 1930, la capital de Paraíba es deia Parahyba do Norte. En una decisió polèmica, presa poques setmanes després del magnicidi, l'Assemblea Legislativa va aprovar l'alteració del nom de la ciutat, batejant-la com João Pessoa.
L'Assamblea també va crear una nova bandera per a la província. En ella consta la paraula NEGO, nom amb el què es coneixia la nota on el president rebutjava (negava) la candidatura de Júlio Prestes al govern federal.
L'any 1997, les cendres del president João Pessoa i de la seva esposa, Maria Luíza, van ser transportades a la capital paraibana i col·locades en un mausoleu construït entre el Palau del Govern i la Facultat de Dret de la Universitat Federal de Paraíba.